# Mosa (gastronomia)
La mosa, dal tedesco "Mus" (passato, purea), è un piatto tipico della cucina trentina e consiste in una specie di polenta mescolata con il latte. Si prepara facendo bollire una pentola di acqua e latte per poi versarci la farina sbattendo il tutto con la frusta. La consistenza deve essere più liquida di quella della polenta.